# William Sydney Wilson
William Sydney Wilson (* 7. November 1816 in Snow Hill, Worcester County, Maryland; † 3. November 1862) war ein US-amerikanischer Politiker (Demokratische Partei). Er war der Sohn des Kongressabgeordneten Ephraim King Wilson (1771–1834) und Bruder des US-Senators Ephraim King Wilson (1821–1891).
William war von 1858 bis 1859 und noch einmal von 1860 bis 1861 Mitglied des State Legislature von Mississippi. Ferner vertrat er jenen Staat 1860 bei der Democratic National Convention. Nach der Sezession 1861 wurde er in den Provisorischen Konföderiertenkongress gewählt, trat aber schon nach der ersten Sitzung am 16. März 1861 zurück. Als der Amerikanische Bürgerkrieg ausbrach diente er in der Konföderiertenarmee mit dem Dienstgrad eines Majors. Bei der Schlacht am Antietam am 17. September 1862 wurde er tödlich verwundet und starb am 3. November 1862. Anschließend wurde er auf dem Makemie Memorial Presbyterian Churchyard in Snow Hill beigesetzt.